# Белая (Чемеровецкий район)
Бе́лая (укр. Біла) — село в Чемеровецком районе Хмельницкой области Украины.
Население по переписи 2001 года составляло 1496 человек. Почтовый индекс — 31643. Телефонный код — 3859. Занимает площадь 3,588 км². Код КОАТУУ — 6825280401.

## Местный совет
31643, Хмельницкая обл., Чемеровецкий р-н, с. Белая, ул. Октябрьская, 2